# العطفة (الخبت)

تعديل مصدري - تعديل

العطفة هي إحدى قرى عزلة بني عمارة بمديرية الخبت التابعة لمحافظة المحويت، بلغ تعداد سكانها 306 نسمة حسب تعداد اليمن لعام 2004.